# Let Your Heart Dance
Let Your Heart Dance è un singolo del gruppo musicale inglese Secret Affair, pubblicato nel 1979 dalla I-Spy Records.

## Il disco
È il secondo singolo della band, e venne pubblicato il 23 ottobre del 1979.
Sull'onda del successo ottenuto con il primo singolo Time for action anche il secondo singolo della mod revival band entra nella UK Single Chart il 10 novembre e vi rimarrà per 6 settimane, raggiungendo anche il 32º posto.
Come b side venne scelta Sorry wrong number.

## Tracce
Lato A
1. Let Your Heart Dance

Lato B
1. Sorry Wrong Number

## Formazione
- Ian Page - cantante
- Dave Cairns - chitarra
- Dennis Smith - basso
- Seb Shelton - batteria
- Dave Winthrop - sassofonista